# 格拉特河 (圖爾河支流)
47°27′17″N 9°09′04″E / 47.45486°N 9.15102°E

格拉特河是瑞士的河流，位於該國東北部，流經外羅得阿彭策爾州和聖加侖州，屬於圖爾河的支流，河道全長24公里，流域面積90.7平方公里，河口處在烏茨維爾和上比倫之間。